# Д’Юмьер, Шарль
Шарль д’Юмьер (фр. Charles d'Humières; ок. 1566 — 10 июня 1595, Ам), маркиз д’Анкр — французский государственный и военный деятель.

## Биография
Сын Жака д’Юмьера, маркиза д’Анкр, и Рене д’Авертон.
Сир д'Юмьер, сеньор де Бре и Мирамон. В наследство от отца получил земли Монши, Божи, Брен, Бьенвиль, Вилле, Буа-д’Уаземон, Виньемон, Ванделикур, Жанвиль, Шуази, Кудён, Ронкероль, Нуантель, Юмьер, Юмероль, Во, Беганкур, Анкр, Бре, Моль, Бузенкур, Фрианкур, Мизомон, Конте, Аньикур, Бьенкур, Фрессанкур, Вилль-су-Корби, Меркур, Люлли, Сен-Сольё, Ашо, Лёвилье, Рибекур, Дреленкур, Бешнан, Гранрю и Лассиньи.
В период Католической лиги был губернатором Компьена, затем генеральным наместником Пикардии, обозначен как дворянин Палаты короля и капитан ста тяжеловооруженных всадников в брачном контракте его сестры Анны (1585).
18 августа 1587 стал капитаном Компьена. В 1589 году участвовал в битве при Санлисе.
Один из трех высших офицеров, вместе с маршалом Омоном и бароном де Живри, первыми безоговорочно признавших королем Генриха IV.
10 декабря 1590 отобрал у лигеров город Корби, вырезав гарнизон и расправившись с губернатором.
Старинные историки отмечают его храбрость и военные таланты, службу Генриху IV, любовь к литературе и искусствам, а также занятия анатомией, в которой он был большим знатоком.
По утверждению Пуллена де Сен-Фуа, он расправился со своей женой в той же манере, как и его тесть со своей (подозревал в неверности и утопил в крепостном рву).
Вместе с Изаком де Водре-Муа вел из Пикардии отряд на помощь Генриху IV, готовившемуся к битве при Иври. Они сообщили, что находятся в двух лье, но Генрих, желавший дать бой, не стал их дожидаться. Когда военачальники прибыли, король обнял их и сказал: «Друзья мои, вы так часто били моих врагов без меня, что я надеюсь, не расстроитесь, что я разок побил их без вас».
Был убит мушкетной пулей при отвоевании Ама у испанцев 10 июня 1595 (у Пуллена де Сен-Фуа 19-го), но при этом он значится в списке рыцарей орденов короля, пожалованных 7 декабря 1595.

## Семья
Жена (1585): Мадлен д’Оньи, дочь Шарля д’Оньи, графа де Шона, и Анны Жювеналь дез Юрсен
Брак бездетный. Владения и фамилия д’Юмьер перешли к его зятю Луи II де Кревану, сеньору де Бриньолю.